# Dauparai-Kvietiniai

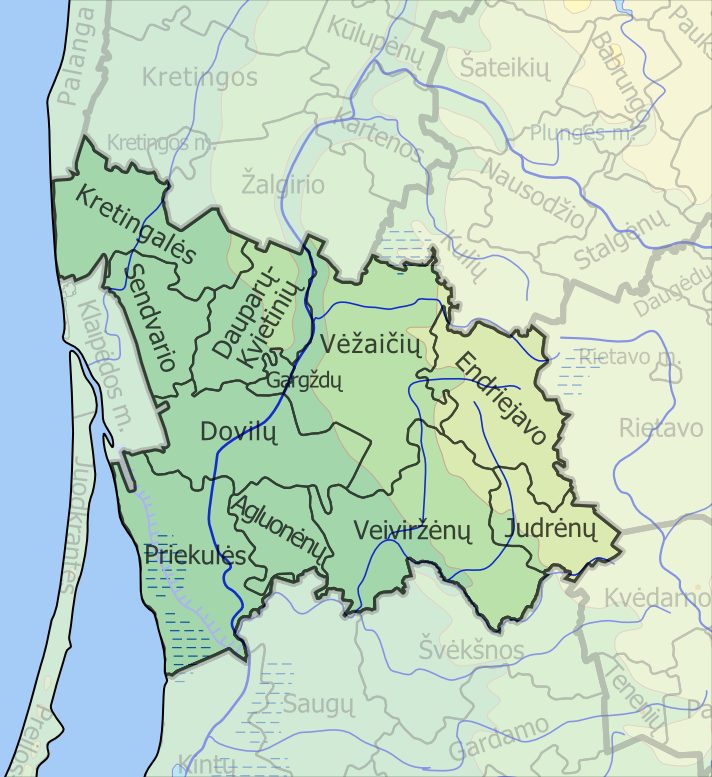
Der Amtsbezirk Dauparai-Kvietiniai im Norden der Rajongemeinde Klaipėda

Der Amtsbezirk Dauparai-Kvietiniai (litauisch Dauparų-Kvietinių seniūnija) befindet sich im Norden der litauischen Rajongemeinde Klaipėda. Ihm gehören 19 Dörfer mit insgesamt 2797 Einwohnern an (Stand 2021). 
Benannt ist der im Jahr 1995 eingerichtete Amtsbezirk nach den beiden zugehörigen Dörfern Dauparai (dt. Daupern) und Kvietiniai. Sein Verwaltungssitz ist die nicht zum Amtsbezirk gehörende Stadt Gargždai.
Der westliche Teil des Amtsbezirks gehörte früher zu Ostpreußen. Im Osten reicht er bis zum Fluss Minija.
Der Amtsbezirk ist in die sechs Unterbezirke (lit. Seniūnaitija) Dauparų seniūnaitija, Gobergiškės seniūnaitija, Gribžinių seniūnaitija, Kvietinių seniūnaitija, Saulažolių seniūnaitija und Smilgynų seniūnaitija eingeteilt. Zum Amtsbezirk gehören:
| Ortsname   | deutscher Name    | Unterbezirk |  | Ortsname    | deutscher Name | Unterbezirk             |
| ---------- | ----------------- | ----------- |  | ----------- | -------------- | ----------------------- |
| Alksniai   | Bajohr-Mitzko     | Smilgynai   |  |             |                |                         |
| Antkalnis  |                   | Gribžiniai  |  | Saulažoliai |                | Saulažoliai             |
| Dauparai   | Daupern           | Dauparai    |  | Sėlenai     | Groß Jagschen  | Smilgynai               |
| Eglynai    | Eglienen          | Smilgynai   |  | Sėlenėliai  | Klein Jagschen | Smilgynai               |
| Genaičiai  |                   | Gribžiniai  |  | Smilgynai   | Schmilgienen   | Smilgynai               |
| Gobergiškė | Gabergischken     | Gobergiškė  |  | Šakiniai    | Matzkitten     | Smilgynai               |
| Gribžiniai |                   | Gribžiniai  |  | Šatriai     | Schattern      | Smilgynai               |
| Jonušai    | Janußen           | Dauparai    |  | Šlapšilė    | Schlappschill  | Dauparai und Gobergiškė |
| Kuliškiai  | Dagwill-Szodeiken | Gobergiškė  |  | Vaiteliai   |                | Gribžiniai              |
| Kvietiniai |                   | Kvietiniai  |  | Žvirbliai   |                | Gribžiniai              |